# Éthenzamide
L'éthenzamide est un analgésique et un anti-inflammatoire commun utilisé dans le traitement de la fièvre, des maux de tête et d'autres maux et douleurs mineurs,. C'est un composé présent dans de nombreux traitements du rhume et de nombreuses prescriptions d'analgésiques.
Le 2-éthoxybenzamide a été breveté en 1951 par la société Lundbeck et est depuis devenu générique.